# Patricia Briggs
Patricia Briggs (* 1965 in Butte, Montana) ist eine US-amerikanische Autorin und schreibt bevorzugt Fantasy-Geschichten.

## Biographie
In Chicago lebend, begann sie 1990 mit dem Schreiben. Derzeit lebt sie im Nordwesten der USA.
Ihr erstes Buch Masques wurde 1993 veröffentlicht. Ihre Bücher waren erfolgreich; sie begann Buch-Serien zu schreiben. Mehrere Bände aus ihrer Mercedes-Thompson-Reihe schafften es in die New York Times Bestseller-Liste.
Im Juni 2007 erschien bei Heyne mit Drachenzauber erstmals einer ihrer Romane auf Deutsch, weitere folgten.
Briggs Schreibweise wird auch durch ihre Diplome in Europäischer Geschichte und Deutsch beeinflusst. So sind z. B. häufig deutsche Redewendungen in der Mercedes-Thompson-Reihe zu finden.

## Bibliographie

### Englische Ausgaben
Sianim-Serie
- Masques (1993)
- Steal the Dragon (1996)
- When Demons Walk (1998)
- Wolfsbane (2010)

Hurog
- Dragon Bones (2002)
- Dragon Blood (2002)

Raven
- Raven's Shadow (2004)
- Raven's Strike (2005)

Mercy-(Mercedes-)Thompson-Reihe
- Moon Called (2006)
- Blood Bound (2007)
- Iron Kissed (Januar 2008)
- Bone Crossed (Februar 2009)
- Homecoming (August 2009) - (Comic)
- Silver Borne (April 2010)
- River Marked (Januar 2011)
- Frost Burned (März 2013)
- Night Broken (März 2014)
- Fire Touched (März 2016)
- Silence Fallen (März 2017)
- Storm Cursed (2019)
- Smoke Bitten (2020)
- Soul Taken (2022)

Anna-and-Charles-/Alpha-and-Omega-Reihe
0,5 Alpha and Omega, in: On the Prowl (2007)
1. Cry Wolf (2008)
2. Hunting Ground (2009)
3. Fair Game (2012)
4. Dead Heat (2015)
5. Burn Bright (März 2018)
6. Wild Sign (2021)

Stand-Alone-Romane
- The Hob's Bargain (2001)

Anthology Contributions
- The Price in Silver Birch, Blood Moon (by Terri Windling and Ellen Datlow) auch enthalten in Happily Ever After (by John Klima)
- Star of David in Wolvesbane and Mistletoe (by Charlaine Harris)
- Seeing Eye in Strange Brew (by P. N. Elrod) auch enthalten in The Urban Fantasy Anthology (by Peter S. Beagle)
- Gray in Home Improvement (by Charlaine Harris)
- Fairy Gifts in Naked City: Tales of Urban Fantasy (by Ellen Datlow)
- In Red with Pearls in Down These Strange Streets (by George R. R. Martin and Gardner R. Dozois)

### Deutsche Ausgaben
- Drachenzauber. Heyne, München 2007. ISBN 978-3-453-52309-8. (OT: Dragon Bones und Dragon Blood)
- Rabenzauber. Heyne, München 2008. ISBN 978-3-453-52315-9. (OT: Raven's Shadow und Raven's Strike)

Mercy-Thompson-Serie
1. Ruf des Mondes. Heyne, München 2007. ISBN 978-3-453-52373-9 (OT: Moon Called)
2. Bann des Blutes. Heyne, München 2008. ISBN 978-3-453-52400-2 (OT: Blood Bound)
3. Spur der Nacht. Heyne, München 2009. ISBN 978-3-453-52478-1 (OT: Iron Kissed)
4. Zeit der Jäger. Heyne, München 2010. ISBN 978-3-453-52580-1 (OT: Bone Crossed)
5. Zeichen des Silbers. Heyne, München 2011. ISBN 978-3-453-52752-2 (OT: Silver Borne)
6. Siegel der Nacht. Heyne, München 2011. ISBN 978-3-453-52831-4 (OT: River Marked)
7. Tanz der Wölfe. Heyne, München 2015. ISBN 978-3-453-31662-1 (OT: Frost Burned)
8. Gefährtin der Dunkelheit. Heyne, München 2016. ISBN 978-3-453-31812-0 (OT: Night Broken)
9. Spur des Feuers. Heyne, München 2017. ISBN 978-3-453-31832-8 (OT: Fire Touched)
10. Stille der Nacht. Heyne, München 2018. ISBN 978-3-453-31903-5. (OT: Silence Fallen)
11. Ruf des Sturms. Heyne, München 2019. ISBN 978-3-453-32004-8 (OT: Storm Cursed)
12. Feuerkuss. Heyne, München 2021. ISBN 978-3-453-42471-5 (OT: Smoke Bitten)
13. Seelendieb. Heyne, München 2023. ISBN 978-3-453-32243-1 (OT: Soul Taken)

Alpha-und-Omega-Serie
1. Schatten des Wolfes. Heyne, München 2009. ISBN 978-3-453-52540-5 (OT: Alpha and Omega & Cry Wolf)
2. Spiel der Wölfe. Heyne, München 2010. ISBN 978-3-453-52679-2 (OT: Hunting Ground)
3. Fluch des Wolfes. Heyne, München 2013. ISBN 978-3-453-31413-9 (OT: Fair Game)
4. Im Bann der Wölfe. Heyne, München 2016. ISBN 978-3-453-31745-1 (OT: Dead Heat)
5. Die Stunde der Wölfe. Heyne, München 2018. ISBN 978-3453319646 (OT: Burn Bright)
6. Pfad der Wölfe. Heyne, München 2022.  ISBN 978-3-453-32161-8 (OT: Wild Sign)

Sianim-Serie
1. Aralorn – Die Wandlerin. Bastei Lübbe 2012. ISBN 978-3-404-20680-3 (OT: Masques)
2. Aralorn – Der Verrat. Bastei Lübbe 2012. ISBN 978-3-8387-1928-3 (OT: Wolfsbane)
3. Rialla – Die Sklavin. Bastei Lübbe 2014. ISBN 978-3-404-20770-1 (OT: Steal the Dragon)
4. Shamera - Die Diebin, Bastei Lübbe 2015. ISBN 978-3-404-20772-5 (OT: When demons walk)

Comics
- Heimkehr (ein Mercy Thompson Comic). Panini 2010. ISBN 978-3-86607-876-5 (OT: Homecoming)